# 水明公園
水明公園（すいめいこうえん）は北海道岩見沢市にある都市公園。かつてこの場所には大正時代に竣工した浄水場があり、この地域の近代水道の発展を支えていた。

## 概要
この公園の前身は、1925年の水道設備改良で設置された岩見沢市（当時：岩見沢町）東浄水場である。それ以前は一の沢水源より無処理で通水していたが、上水道の安全性・衛生面等の向上を目的に設置された。東浄水場は完成後も数度の設備拡張を行ったが、1957年の桂沢ダム完成を境に役割は徐々に縮小されていき、1972年には閉鎖を迎える。その後、1983年に岩見沢の開基100年・市制施行40年を記念し、公園として整備が施された。
1908年、国内13番目・道内2番目の早さで開通した岩見沢の近代水道の歴史を偲ぶ場にふさわしく、園内の設置物は親水路や水時計など水に関連したものが中心となっている。また、着水塔やバルブなどの浄水場時代の遺構も見る事ができる。

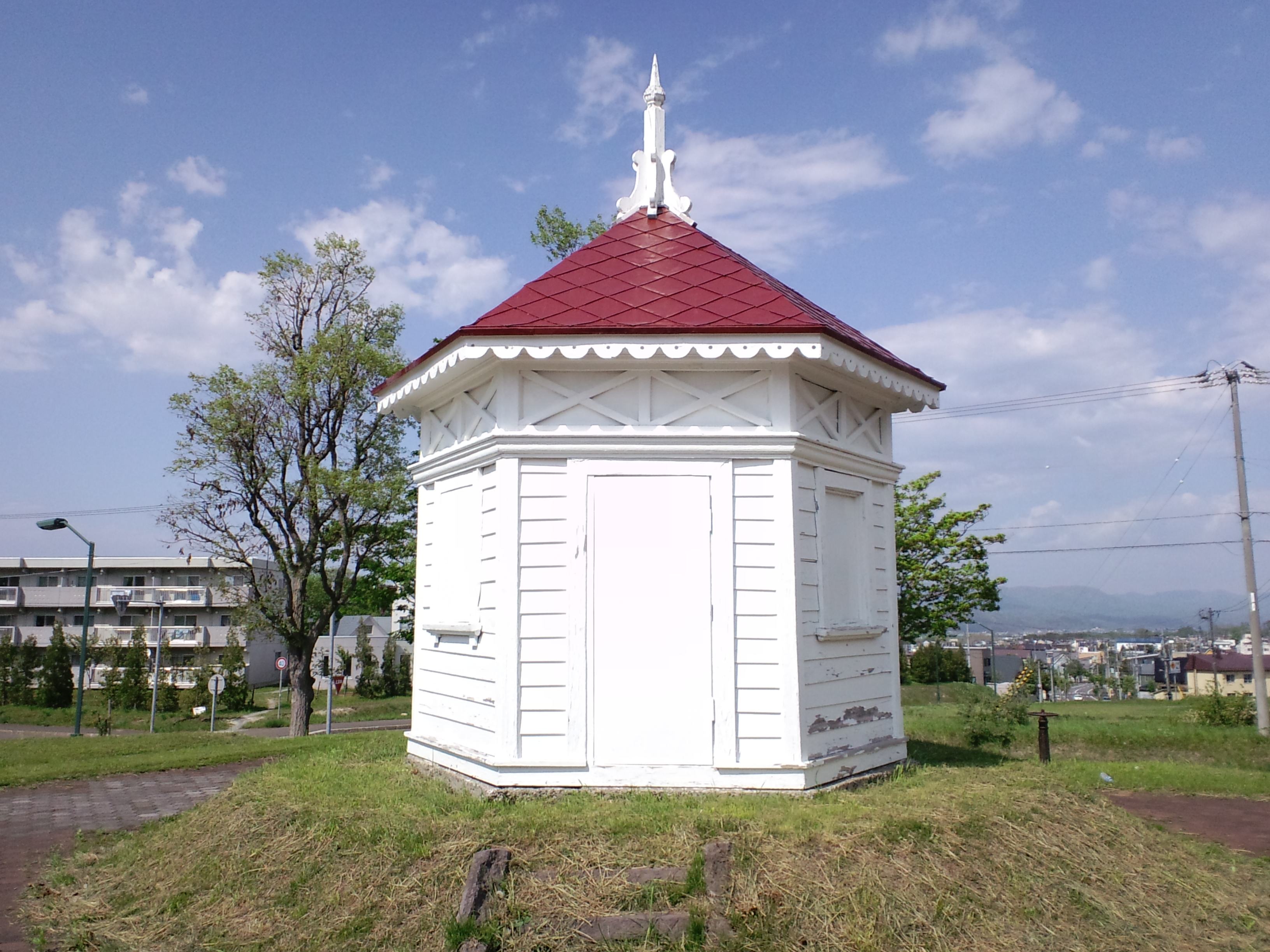
着水塔
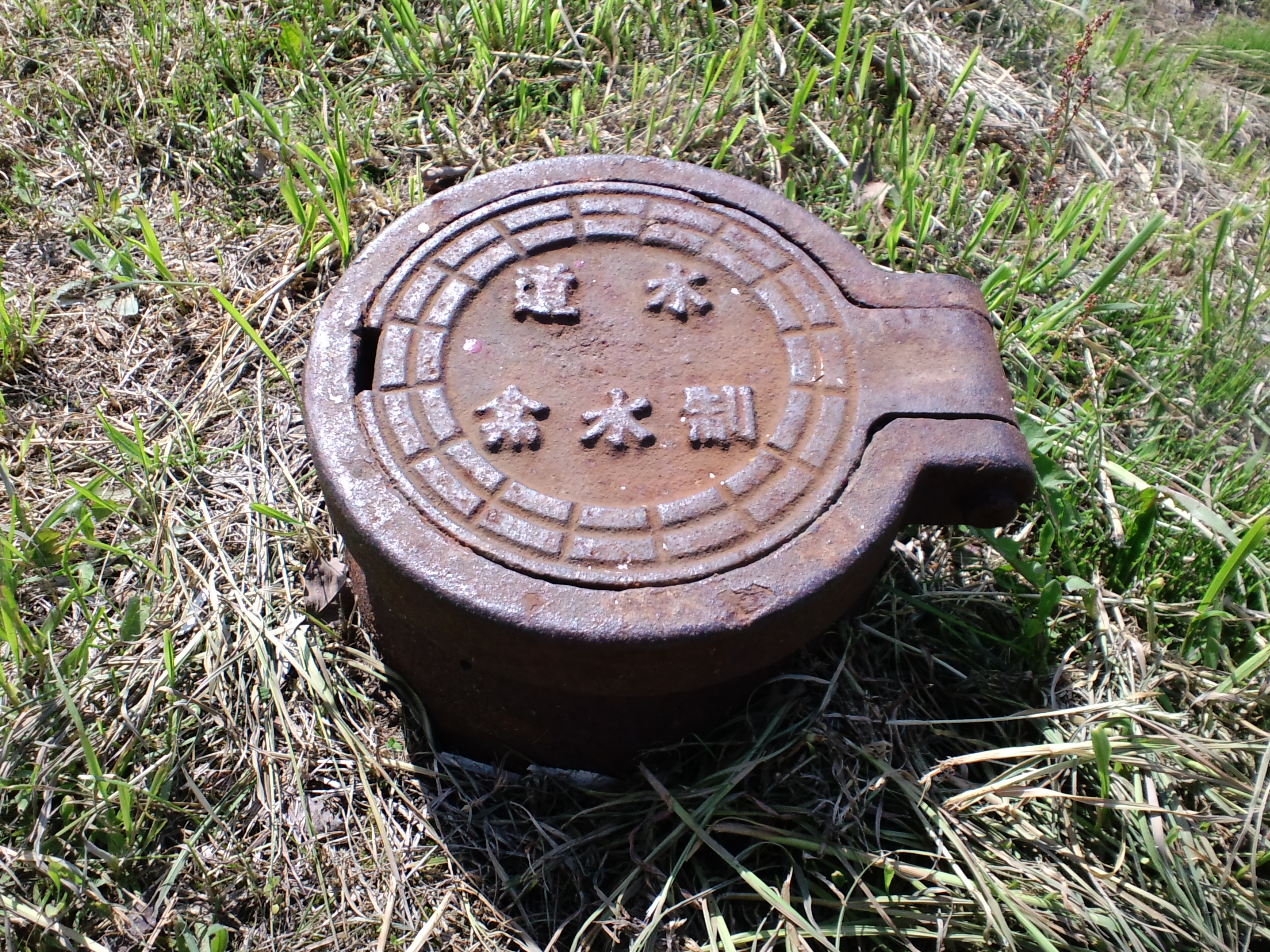
制水弁
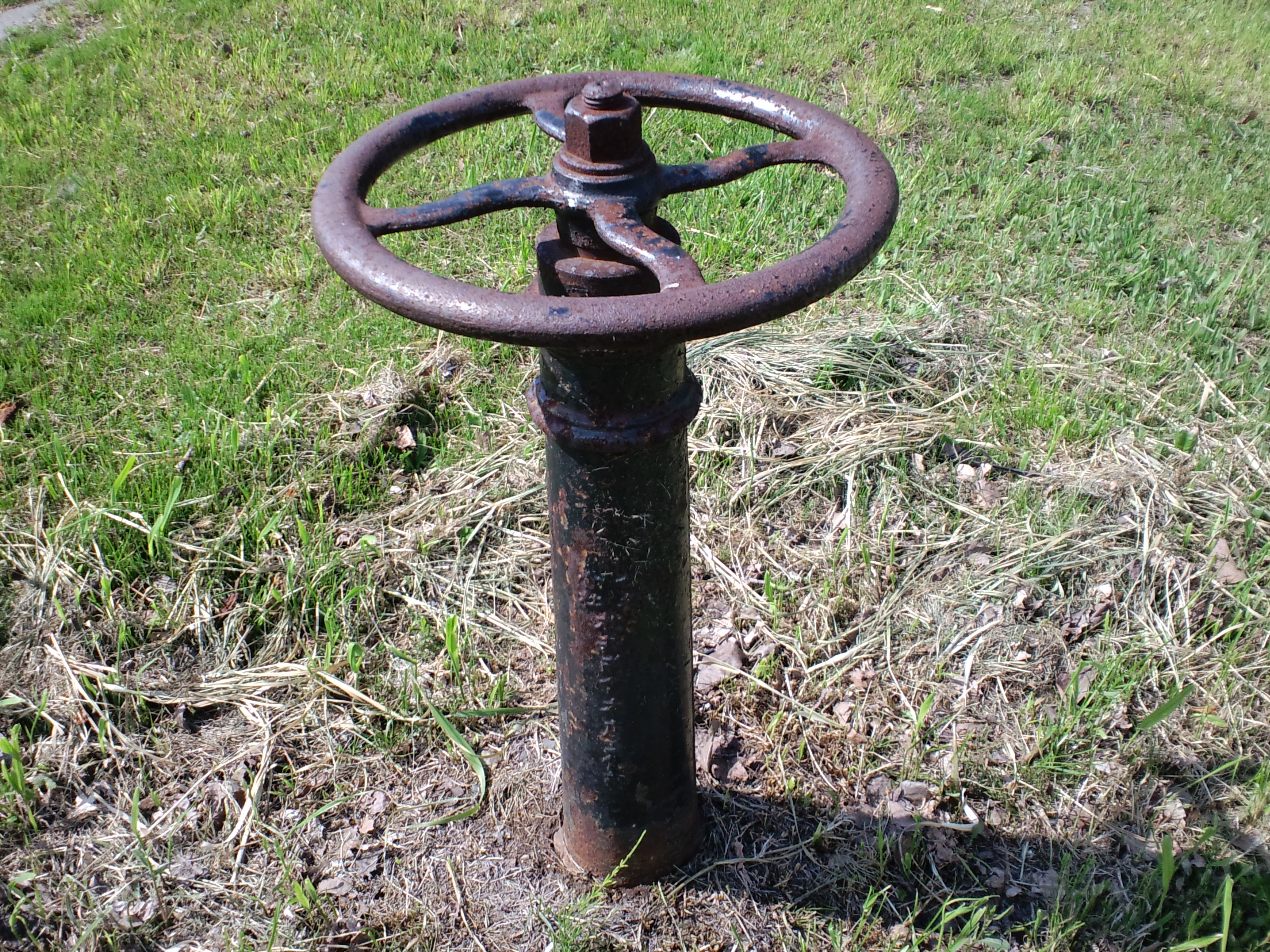
制水弁のハンドル

## アクセス
最寄駅は岩見沢駅だが距離がある。北海道中央バス岩見沢ターミナルから、三笠線（系統22または系統23）で「労災病院正門」、または日の出台・栄町循環線（系統3または系統4）で「労災病院通」下車。

## 周辺
- 北海道開発局・岩見沢地方合同庁舎＝岩見沢市日の出北2丁目1-5
- 岩見沢消防署東出張所＝岩見沢市5条東15丁目40
- 岩見沢日の出郵便局＝岩見沢市5条東15丁目43
- 空知信用金庫日の出支店＝岩見沢市日の出北4丁目2-17
- 北海道中央労災病院＝岩見沢市4条東16丁目5番地
- 岩見沢市立東光中学校＝岩見沢市5条東14丁目1-1